# Филатојо Кваранта (Кунео)
Филатојо Кваранта је насеље у Италији у округу Кунео, региону Пијемонт.
Према процени из 2011. у насељу је живело 23 становника. Насеље се налази на надморској висини од 555 м.